# Distrikt Huasta
Der Distrikt Huasta liegt in der Provinz Bolognesi in der Region Ancash in West-Peru. Der Distrikt wurde am 28. Januar 1863 gegründet. Er besitzt eine Fläche von 390 km². Beim Zensus 2017 wurden 1504 Einwohner gezählt. Im Jahr 1993 lag die Einwohnerzahl bei 2178, im Jahr 2007 bei 2425. Die Distriktverwaltung befindet sich in der 3385 m hoch gelegenen Ortschaft Huasta mit 502 Einwohnern (Stand 2017). Huasta befindet sich 3 km nordnordöstlich der Provinzhauptstadt Chiquián.

## Geographische Lage
Der Distrikt Huasta liegt in der peruanischen Westkordillere im Osten der Provinz Bolognesi. Der Río Pativilca fließt entlang der westlichen Distriktgrenze nach Süden und entwässert das Areal. Im Osten reicht der Distrikt bis zur kontinentalen Wasserscheide.
Der Distrikt Huasta grenzt im Westen an den Distrikt Chiquián, im Nordwesten an den Distrikt Aquia, im Nordosten an den Distrikt Huallanca, im Südosten an den Distrikt Queropalca (Provinz Lauricocha) sowie im Süden an den Distrikt Pacllón.